# Grand Slam of Darts
Il Grand Slam of Darts è un torneo di freccette organizzato dalla Professional Darts Corporation ed è meglio nota come il Mr Vegas Grand Slam of Darts per i diritti i sponsorizzazione che quest'ultima detiene.
Fino all'edizione del 2014, il torneo non influiva sui ranking della classifica mondiale dei giocatori di freccette, ma dal 2015 è diventato un evento che avrebbe invece influito.

## Storia
Nel 2007 e nel 2008 le finali si giocavano al meglio dei 35 leg, cambiato poi in 31.
Le prime tre edizioni vennero vinte dal più titolato del torneo, Phil Taylor, interrompendo la striscia positiva nel 2010, non riuscendo neppure ad arrivare in finale a seguito della sconfitta ai quarti di finale con Steve Beaton.
In quello stesso anno Scott Waites vinse per la prima volta il torneo, battendo James Wade, mentre l'anno successivo Phil Taylor si riprese il titolo contro Gary Anderson con un sonoro 16-4 in finale.
Nel 2012 Raymond van Barneveld vinse il suo primo ed ultimo titolo, interrompendo la sua carriera nel 2019 ma dichiarando nel febbraio 2021 di essere intenzionato a continuare nuovamente la sua carriera.
Nel 2013 e 2014 furono gli ultimi due titoli che Phil Taylor riuscirà ad ottenere, ritirandosi poi nel gennaio del 2018 a seguito del campionato del mondo di freccette.
Dal 2015 al 2017 fu il momento di Michael van Gerwen che riuscì a vincere ben tre titoli di fila contro il più titolato Taylor nel 2015 e successivamente contro Wade e Peter Wright.
Il torneo venne vinto consecutivamente per due volte da Gerwyn Price nel 2018 e nel 2019.
Per la prima volta nel torneo, José de Sousa, contro ogni probabilità vinse il torneo, battendo in finale James Wade per 16-12, proclamandosi campione e come unico giocatore ad aver vinto il torneo al primo tentativo (dopo Phil Taylor).

### Luogo del Torneo
La Civic Hall è stato, da quando la competizione ha avuto luogo, la sede del torneo dal 2007 al 2017, finché non è stato spostato all'Aldersley Leisure Village a Coventry, distante circa quattro chilometri dal primo, per dei lavori di ristrutturazione. La sala, che oggi ospita quasi 4'000 spettatori, è stata aperta nel 1938 ed espansa nel 2001.
Nel 2020, a causa della situazione epidemica nel Regno Unito, l'evento è stato tenuto presso la Ricoh Arena, sempre a Coventry, a porte chiuse.

## Finali
Si riporta di seguito l'elenco delle finali.
| Anno | Campione (media in finale)    | Punteggio | Secondo (media in finale)  | Montepremi | Montepremi | Montepremi | Sponsor        | Luogo                                |
| Anno | Campione (media in finale)    | Punteggio | Secondo (media in finale)  | Totale     | Campione   | Secondo    | Sponsor        | Luogo                                |
| ---- | ----------------------------- | --------- | -------------------------- | ---------- | ---------- | ---------- | -------------- | ------------------------------------ |
| 2007 | Phil Taylor (101.75)          | 18–11     | Andy Hamilton (100.97)     | £300,000   | £80,000    | £35,000    | PartyBets.com  | Civic Hall, Wolverhampton            |
| 2008 | Phil Taylor (106.25)          | 18–9      | Terry Jenkins (100.92)     | £356,000   | £100,000   | £40,000    | Partypoker.com | Civic Hall, Wolverhampton            |
| 2009 | Phil Taylor (103.94)          | 16–2      | Scott Waites (94.16)       | £400,000   | £100,000   | £50,000    | Partypoker.com | Civic Hall, Wolverhampton            |
| 2010 | Scott Waites (99.86)          | 16–12     | James Wade (92.79)         | £400,000   | £100,000   | £50,000    | Daily Mirror   | Civic Hall, Wolverhampton            |
| 2011 | Phil Taylor (109.04)          | 16–4      | Gary Anderson (98.92)      | £400,000   | £100,000   | £50,000    | William Hill   | Civic Hall, Wolverhampton            |
| 2012 | Raymond van Barneveld (95.79) | 16–14     | Michael van Gerwen (98.55) | £400,000   | £100,000   | £50,000    | William Hill   | Civic Hall, Wolverhampton            |
| 2013 | Phil Taylor (98.14)           | 16–6      | Robert Thornton (92.02)    | £400,000   | £100,000   | £50,000    | William Hill   | Civic Hall, Wolverhampton            |
| 2014 | Phil Taylor (102.45)          | 16–13     | Dave Chisnall (98.02)      | £400,000   | £100,000   | £50,000    | Singha Beer    | Civic Hall, Wolverhampton            |
| 2015 | Michael van Gerwen (100.94)   | 16–13     | Phil Taylor (102.53)       | £400,000   | £100,000   | £50,000    | Singha Beer    | Civic Hall, Wolverhampton            |
| 2016 | Michael van Gerwen (98.74)    | 16–8      | James Wade (90.73)         | £400,000   | £100,000   | £50,000    | Singha Beer    | Civic Hall, Wolverhampton            |
| 2017 | Michael van Gerwen (102.18)   | 16–12     | Peter Wright (97.71)       | £450,000   | £110,000   | £55,000    | Bwin           | Civic Hall, Wolverhampton            |
| 2018 | Gerwyn Price (96.70)          | 16–13     | Gary Anderson (97.25)      | £450,000   | £110,000   | £55,000    | Bwin           | WV Active - Aldersley, Wolverhampton |
| 2019 | Gerwyn Price (107.86)         | 16–6      | Peter Wright (96.28)       | £550,000   | £125,000   | £65,000    | BoyleSports    | WV Active - Aldersley, Wolverhampton |
| 2020 | José de Sousa (99.95)         | 16–12     | James Wade (94.26)         | £550,000   | £125,000   | £65,000    | BoyleSports    | Ricoh Arena, Coventry                |
| 2021 | Gerwyn Price (103.90)         | 16–8      | Peter Wright (91.51)       | £550,000   | £125,000   | £65,000    | Cazoo          | WV Active - Aldersley, Wolverhampton |
| 2022 | Michael Smith (96.84)         | 16–5      | Nathan Aspinall (90.94)    | £650,000   | £150,000   | £70,000    | Cazoo          | WV Active - Aldersley, Wolverhampton |
| 2023 | Luke Humphries (104.69)       | 16–8      | Rob Cross (103.61)         | £650,000   | £150,000   | £70,000    | Mr Vegas       | WV Active - Aldersley, Wolverhampton |
| 2024 | Luke Littler (107.08)         | 16–3      | Martin Lukeman (93.42)     | £650,000   | £150,000   | £70,000    | Mr Vegas       | WV Active - Aldersley, Wolverhampton |

## Record e statistiche

### Finalisti
Nelle 18 edizioni del torneo sono 18 i giocatori che hanno giocato almeno una finale e, di questi, nove hanno vinto il titolo.
| Giocatore             | Vittore | Finali | Apparizioni |
| --------------------- | ------- | ------ | ----------- |
| Phil Taylor           | 6       | 7      | 11          |
| Michael van Gerwen    | 3       | 4      | 16          |
| Gerwyn Price          | 3       | 3      | 7           |
| Scott Waites          | 1       | 2      | 6           |
| Raymond van Barneveld | 1       | 1      | 14          |
| Michael Smith         | 1       | 1      | 10          |
| Luke Humphries        | 1       | 1      | 5           |
| José de Sousa         | 1       | 1      | 2           |
| Luke Littler          | 1       | 1      | 1           |
| James Wade            | 0       | 3      | 16          |
| Peter Wright          | 0       | 3      | 11          |
| Gary Anderson         | 0       | 2      | 16          |
| Dave Chisnall         | 0       | 1      | 11          |
| Robert Cross          | 0       | 1      | 8           |
| Andy Hamilton         | 0       | 1      | 6           |
| Terry Jenkins         | 0       | 1      | 8           |
| Martin Lukeman        | 0       | 1      | 1           |
| Robert Thornton       | 0       | 1      | 9           |

### Campioni per nazionalità
| Nazione     | Giocatori | Vittorie | Primo titolo | Ultimo titolo |
| ----------- | --------- | -------- | ------------ | ------------- |
| Inghilterra | 5         | 10       | 2007         | 2024          |
| Paesi Bassi | 2         | 4        | 2012         | 2017          |
| Galles      | 1         | 3        | 2018         | 2021          |
| Portogallo  | 1         | 1        | 2020         | 2020          |

### Nine-dart finish
6 giocatori sono riusciti a effettuare un leg con sole nove freccette. Il primo nine-dart finish è stato realizzato nel 2008 da parte di James Wade.
| Giocatore             | Anno (+ Round)         | Metodo                          | Avversario         | Esito |
| --------------------- | ---------------------- | ------------------------------- | ------------------ | ----- |
| James Wade            | 2008, 2° turno         | 3 x T20; 3 x T20; T20, T19, D12 | Gary Anderson      | Perso |
| Kim Huybrechts        | 2014, Quarti di finale | 3 x T20; 3 x T20; T20, T19, D12 | Michael van Gerwen | Vinto |
| Dave Chisnall         | 2015, Fase a gruppi    | 3 x T20; 3 x T20; T20, T19, D12 | Peter Wright       | Vinto |
| Dimitri Van den Bergh | 2018, 2° turno         | 3 x T20; 3 x T20; T20, T19, D12 | Stephen Bunting    | Vinto |
| Josh Rock             | 2022, 2° turno         | 3 x T20; 3 x T20; T20, T19, D12 | Michael van Gerwen | Perso |
| Ryan Searle           | 2023, Fase a gruppi    | 3 x T20; 3 x T20; T20, T19, D12 | Nathan Rafferty    | Vinto |

### Medie del Grand Slam of Darts
Nella seguente tabella si riportano le cinque medie più alte tenute nella storia del torneo.
| Media  | Giocatore             | Anno (+ Round)      | Avversario      | Risultato |
| ------ | --------------------- | ------------------- | --------------- | --------- |
| 115.19 | Michael van Gerwen    | 2021, Fase a Gruppi | Joe Cullen      | 5–2       |
| 114.85 | Dimitri Van den Bergh | 2020, Fase a Gruppi | Ricky Evans     | 5–1       |
| 114.71 | Gian van Veen         | 2024, Fase a Gruppi | Stephen Bunting | 5–1       |
| 114.65 | Phil Taylor           | 2014, Fase a Gruppi | Christian Kist  | 5–1       |
| 113.86 | Geert De Vos          | 2015, Fase a Gruppi | Jonny Clayton   | 5–0       |
| 113.62 | Michael Smith         | 2019, Fase a Gruppi | Nathan Aspinall | 5–1       |
| 112.66 | Michael van Gerwen    | 2018, Fase a Gruppi | Gary Robson     | 5–1       |
| 112.54 | Gary Anderson         | 2018, Fase a Gruppi | Ian White       | 5–1       |
| 112.37 | Phil Taylor           | 2011, 2° Round      | Wes Newton      | 10–3      |
| 112.16 | Phil Taylor           | 2013, Fase a Gruppi | Stuart Kellett  | 5–0       |
| 111.80 | Gary Anderson         | 2013, Fase a Gruppi | Peter Wright    | 5–1       |
| 111.79 | Gary Anderson         | 2017, Fase a Gruppi | Berry van Peer  | 5–1       |

## Sponsor
Il 23 settembre 2014, PDC annunciò di aver accordato un contratto di tre anni con la compagnia Singha Beer come nuovo titolo di sponsorizzazione del torneo, a partire dall'edizione del 2014.
Nel marzo 2017, invece, venne annunciato che la società avrebbe preso accordi con bwin per il torneo del 2017 e 2018.
Per le edizioni 2019 e 2020 il torneo è stato sponsorizzato da BoyleSports.
Precedenti sponsors sono stati PartyBets.com (2007), PartyPoker.com (2008-2009), Party Digital Entertainment e Daily Mirror (2010) e William Hill (2011-2013).

## Copertura mediatica
I diritti televisivi della prima edizione furono dati a ITV, il quale era assente da ben 19 anni nel mondo della copertura televisiva del mondo delle freccette. ITV continuò a mostrare la competizione sino alla competizione del 2010.
Nel gennaio 2011 venne annunciato che Sky Sports avrebbe trasmesso il torneo sino al 2018, e successivamente l'accordo è stato prolungato fino al 2025.

## Trofeo
In seguito alla morte del commentatore Sid Waddell, avvenuta l'11 agosto 2012, fu presa la decisione di chiamare il trofeo in suo onore dall'edizione 2013.